# Nandoesluiper
De nandoesluiper (Sylviorthorhynchus desmurii) is een zangvogel uit de familie Furnariidae (Ovenvogels).

## Iets over de wetenschappelijke naam
Het is absoluut onbeleefd en not done dat een soortauteur (Marc Athanese Parfait Oeillet Des Murs) een vogel naar zichzelf noemt. Des Murs zelf heeft dat dan ook niet gedaan. Bij de afbeelding die hij publiceerde staat Sylviorthorhynchus maluroides. Een andere auteur, die hij zeer waarschijnlijk goed kende, was door een speling van het lot net even eerder met de publicatie van een beschrijving en noemde de vogel naar Des Murs.

## Kenmerken
De vogel is 21 tot 23 cm lang en weegt 9 tot 11 gram. De staart heeft maar zes staartpennen, waarbij de middelste twee staartveren zeer lang zijn (ca. 14 cm). De vogel is overwegend okerkleurig, op de buik en  lichter dan van boven. De kruin is roodbruin en iets boven het oog loopt een niet zo duidelijke, lichte wenkbrauwstreep. De snavel is vrij lang en recht.

## Verspreiding en leefgebied
Deze soort komt voor in centraal en zuidelijk Chili en zuidwestelijk Argentinië. Het leefgebied is het loofbos in de zone met een gematigd klimaat in Zuid-Amerika tot op 1000 m boven de zeespiegel. De vogel komt daar voor in vochtig bos dat wordt gedomineerd door bomen uit het geslacht  Nothofagus in combinatie met  bamboe (Chusquea).

## Status
De grootte van de populatie is niet gekwantificeerd. Het leefgebied wordt, zoals bij alle organismen die afhankelijk zijn van drasland, bedreigd door drooglegging van moerassen en het planten van uitheemse boomsoorten. Over het effect daarvan op de nandoesluiper is te weinig bekend, daarom staat deze soort voorlopig als niet bedreigd op de Rode Lijst van de IUCN.